# ام‌وی کدمون
ام‌وی کدمون (به انگلیسی: MV Caedmon) یک کشتی بود که طول آن ۵۸٫۰۰ متر (۱۹۰٫۳ فوت) بود. این کشتی در سال ۱۹۷۳ ساخته شد.